# Udea thermantis
Udea thermantis là một loài bướm đêm thuộc họ Crambidae. Nó là loài đặc hữu của Kauai, Oahu, Molokai, Maui và Hawaii.
Ấu trùng ăn các loài Phyllostegia. Sâu bướm dài 18 mm.